# Robert Manson (photographe)
Pour les articles homonymes, voir Robert Manson.
Robert Manson est un photographe français né le 14 février 1907 à Paris et mort le 24 août 2001 à Aubenas.

## Biographie
À quinze ans Robert Manson découvre le Scoutisme dont les méthodes le séduisent. ll prononce sa promesse en 1924. Il prend des photos de scouts en pleine action, à une époque où les photos posées sont encore habituelles ; les siennes permettent de mettre en valeur tout l'idéal du scoutisme catholique de l'époque. Il est alors contacté par la revue officielle des scouts de France, Scout, dont il deviendra administrateur, et participe à l'élaboration des calendriers du mouvement.
Manson suit les scouts dans toutes leurs activités. Il est de tous les rassemblements des Scouts de France et du Scoutisme français pour le Jamboree de la Paix de 1947 à Moisson, seul rassemblement scout mondial à s’être déroulé en France et deux années seulement après la fin de la Seconde Guerre mondiale.

### Collaboration avec Pierre Joubert
Le dessinateur Pierre Joubert s'est en effet inspiré de nombreux clichés de Manson pour ses illustrations dans Scout. Ainsi, Joubert dessine ce que Manson photographie, Manson met en scène et photographie ce que Joubert dessine, au point que certaines de leurs œuvres sont quasiment identiques. Robert Manson a été, comme Joubert, un artiste servant la promotion du mouvement scout : ses photos avaient pour ambition de transmettre l'envie de rentrer dans l'aventure du scoutisme.
Pierre Joubert dira de lui dans la préface du livre Robert Manson, photographe du Scoutisme : « Il cherche dans le contact des jeunes, les étincelles qui font de lui encore plus qu'un photographe, un ami passionné de cette jeunesse dont son regard clair, malgré les années, reste le reflet. » .
Lors des changements au sein des Scouts de France dans les années 1960, déçu par la nouvelle image du mouvement, il mettra son talent au service des Scouts d'Europe et des Scouts unitaires de France.
On retrouve ses plus beaux clichés (il vendra son fonds à la fin de sa vie) dans l’ouvrage, déjà cité, Robert Manson, photographe du scoutisme. Une partie de sa collection sera présentée au Musée du Jamboree mondial de 1947.
Robert Manson meurt à Aubenas le 24 août 2001 à l’âge de 94 ans.

### Vidéogramme
- Robert Manson, Pierre Joubert, Chambre Noire, une série de Michel Tournier, Albert Plécy, Claude Fayard, ORTF, 1966.